# 伊万·萨莫拉诺
伊万·路易斯·萨莫拉诺·萨莫拉（西班牙語：Iván Luis Zamorano Zamora，1967年1月18日—），智利前足球巨星，司职前锋，是智利足坛最成功的球员之一。他曾效力过多支俱乐部，著名的有西班牙的塞维利亚、皇家马德里和意大利的国际米兰。他在皇马时赢得过西班牙联赛的赛季最佳射手，在国际米兰时期帮助球队夺得过欧洲联盟杯的冠军。萨莫拉诺也是智利国家足球队成员，参加了1998年世界杯足球赛。
2004年，萨莫拉诺当选为国际足球联合会100佳球员，球王贝利所编制的最佳在世足球运动员名单中的一员。

## 俱乐部生涯
1985年萨莫拉诺在国内的科布雷萨尔竞技开始了自己的职业生涯，1988年转战欧洲赛场，加盟了瑞士球队圣加伦。在瑞士联赛的3个赛季中，伊万·萨莫拉诺在56場比赛中射入了36个进球。
1991年萨莫拉诺初次登陆西班牙足球甲级联赛，效力于塞维利亚，萨莫拉诺在59场比赛中总共射入了21个球，随后被球队以500万美元的价格交易去了西班牙豪门皇家马德里。在1992年至1996年的皇马期间，萨莫拉诺赢得过联赛，西班牙国王杯，西班牙超级杯和欧洲超级杯的冠军荣誉。1995年在主教练豪尔赫·巴尔达诺的带领下，萨莫拉诺帮助皇马取得了西甲联赛的头衔，并且在联赛中射入了27个进球，在和死敌巴塞罗那的比赛中更是上演了帽子戏法，随后萨莫拉诺荣登当届的西甲联赛赛季最佳射手称号。在这些年中他和组织型前锋米歇尔·劳德鲁普形成了非常富有效率的进攻搭档。在他总共为皇马出赛的137场比赛中总共射入77个进球。在1992-93赛季和1994-95赛季，萨莫拉诺都荣获了西班牙新闻媒体EFE评选出来的西甲联赛西班牙语和葡萄牙语系国家最佳运动员称号的的EFE奖。
五个赛季之后萨莫拉诺离开西班牙，转而在1996年到2000年期间，效力了意甲豪门国际米兰4个赛季。当时他的队友有尤里·德约卡夫，迭戈·西蒙尼，哈维尔·萨内蒂和罗纳尔多等众多知名球星。在1998年5月，国米在决赛中3-0击败了拉齐奥后获得了欧洲联盟杯的冠军，在决赛中正是萨莫拉诺打进了打破僵局的第一球。
2001年萨莫拉诺转投墨西哥俱乐部墨西哥美洲两个赛季，在美洲对的第一个赛季中获得了Torneo de Verano奖杯。2003年底在智利本土的知名球会科洛科洛结束了16年的职业足球生涯。

## 国家队
萨莫拉诺总共代表智利国家队出战69场，射入34粒进球。他初次披上国家队战袍是在1987年6月19日，20岁的萨莫拉诺在和秘鲁国家队的一场友谊赛中出场，并且射入一球，这场比赛中智利3-1击败了秘鲁。
在1997年3月29日，萨莫拉诺在和委内瑞拉国家队的一场比赛中打入5球，从而以6-0大胜对手，并且他带领智利国家队打入1998年世界杯决赛圈。在98年法国世界杯中萨莫拉诺出战了智利队全部的4场比赛，和队友组成强大的前场「双萨组合」，帮助球队杀入了16强，最终输给了强大的卫冕冠军巴西国家队。在2000年悉尼奥运会男子足球项目中取得奥运铜牌，并成为赛事的最佳射手。
萨莫拉诺的最后一场国际比赛是智利国家队和法国国家队在2001年9月专门为他所举办的一场挂靴友谊赛。

## 荣誉
团体荣誉
- 1987 - 智利杯 冠军 (科布雷萨尔)
- 1993 - 西班牙国王杯 冠军 (皇家马德里)
- 1993 - 西班牙超级杯 冠军 (皇家马德里)
- 1994 - 欧洲超级杯 冠军 (皇家马德里)
- 1995 - 西甲联赛 冠军 (皇家马德里)
- 1998 - 欧洲联盟杯 (国际米兰)
- 2001 - Torneo de Verano赛事 (墨西哥美洲)

个人奖项
- 1993 - EFE奖获得者 (皇家马德里)
- 1995 - 西甲联赛年度最佳射手 (皇家马德里)
- 1995 - EFE奖获得者 (皇家马德里)

## 名人逸事
萨莫拉诺昵称Bam Bam (来源于动画片摩登石头人中的一个角色Flintstones)和Iván el Terrible(恐怖伊万)。
在国际米兰时，萨莫拉诺一直身穿着象征第一射手的9号球衣，直到巴西球星的加盟，由于与贊助商耐克的合約訂明必須穿著9号球衣。故当年9号的使用者萨莫拉诺只能把球衣号码给于，并改穿18号球衣，然而，当时球会方面特别于其球衣号码补上加号，即“1+8”，以表达对其9号射手的身份，引为一时佳话。
萨莫拉诺通晓西班牙语，意大利语，克罗地亚语和英语。

## 目前生活
萨莫拉诺和阿根廷名模玛丽亚·阿波罗(María Alberó)结婚，他们的第一个小孩Mia Pascale(女儿)在2006年1月28日出生。
萨莫拉诺退休后，获智利国家队邀请，担任十八岁以下国家队助教，外界多认为他很大机会成为国家队教练。由于其过去的功绩，萨莫拉诺至今依然是国内最受民众欢迎的足球员，地位超然。